# Ангъс Дийтън
Ангъс Стюарт Дийтън (на английски: Angus Stewart Deaton) е шотландско-американски икономист.

## Биография
Роден е на 19 октомври 1945 г. в Единбург. Защитава магистърска и докторска степен по икономика в Кеймбриджкия университет, след което работи в Бристълския университет. През 1983 г. се премества в Принстънския университет, а по-късно получава и американско гражданство. Работи главно в областта на микроикономиката.
През 2015 г. Дийтън получава Нобелова награда за икономика „за неговия анализ на потреблението, бедността и социалната защита“.